# Nanny Still
Nanny Elisabet Still McKinney (Helsinki, 31 juli 1926 – Brussel, 7 mei 2009) was een Finse ontwerpster.

## Levensloop
Zij studeerde af aan de Kunstnijverheidsschool van Helsinki en werkte vanaf 1949 als ontwerper bij de Riihimäki glasfabriek. Daar ontwierp ze zowel kunstglas als gebruiksglas voor massaproductie. Haar vroege werken in de jaren vijftig waren in de abstracte stijl van het Scandinavisch modernisme. Haar bekendste werk, de Flindari glasreeks, ontstond in 1963.
Ze werkte echter ook met andere materialen. In 1954 kreeg ze een prijs op de Triënnale van Milaan voor een houten slaset. Ze ontwierp ook metalen bestek. In 1973 creëerde zij de Mango-serie voor het Finse bedrijf Hackman, en in de jaren negentig een serie gietijzeren potten. 
In 1959 verhuisde zij naar België en werkte ook voor serviesfabrikanten in Midden-Europa, zoals Cérabel en de Duitse fabrikanten Rosenthal en Heinrich Porzellan. 

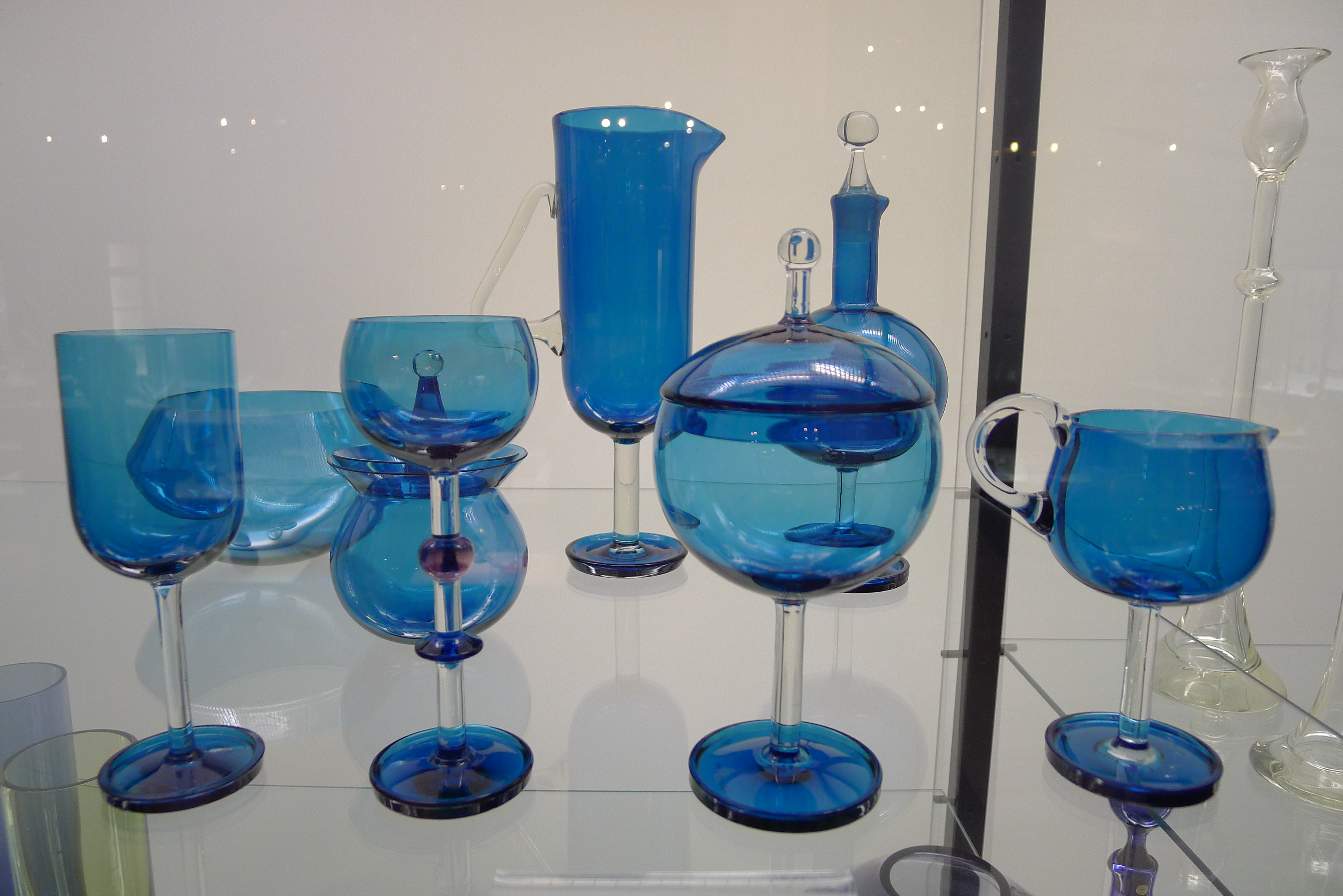
Nanny Still Harlekiini-serie (1958)

- Bibsys: 1067784
- Bibliothèque nationale de France: cb14423309g (data)
- Gemeinsame Normdatei: 123076684
- International Standard Name Identifier: 0000 0004 5315 1611
- Library of Congress Control Number: n97098709
- Réseau des bibliothèques de Suisse occidentale: 02-A024876043
- RKD-Nederlands Instituut voor Kunstgeschiedenis: 224855
- Système universitaire de documentation: 253206960
- Union List of Artist Names: 500468290
- Virtual International Authority File: 8149196442274791266